# 美國駐韓國大使
美國駐韓國大使（英語：United States Ambassador to South Korea；：／），是美國駐韓國的首席外交代表。該大使正式名稱美利堅合眾國駐大韓民國特命全權大使（英語：Ambassador Extraordinary and Plenipotentiary of the United States of America to the Republic of Korea）。

## 朝鮮王朝
1882年朝美條約談判完成後，外交代表從華盛頓派往首爾。直到1905年，有幾位特使和總領事，每一位都領導一個所謂的公使館。1895年日本擊敗清朝，1905年擊敗俄羅斯帝國之後，朝鮮的獨立性開始消失。到1910年，日本吞併朝鮮，美國不再在朝鮮有外交存在。

### 特使、驻地公使、总领事
| 名稱              | 照片          | 任命          | 遞交國書      | 終止           | 任命者        | 任命者           | 註解  |
| ----------------- | ------------- | ------------- | ------------- | -------------- | ------------- | ---------------- | ----- |
| 盧修斯·富特       |               | 1883年2月27日 | 1883年5月20日 | 1885年2月19日  |               | 切斯特·艾伦·阿瑟 | [ 3 ] |
| 福久              |               | （代理）      | 1885年2月19日 | 1886年6月12日  |               | （代理）         | 代辦  |
| 威廉·哈瓦爾·帕克  |               | 1886年2月19日 | 1886年6月12日 | 1886年9月3日   |               | 格罗弗·克利夫兰  |       |
| 福久              |               | （代理）      | 1886年9月3日  | 1887年4月13日  |               | （代理）         | 代辦  |
| 休·A·丁斯莫爾     |               | 1887年1月12日 | 1887年4月13日 | 1890年5月26日  |               | 威廉·麦金莱      | [ 4 ] |
| 奧古斯丁·赫德二世 |               | 1890年1月30日 | 1890年5月26日 | 1893年6月27日  |               | 威廉·麦金莱      | [ 3 ] |
| 約翰·MB·希爾      |               | 1894年1月12日 | 1894年4月30日 | 1897年9月13日  |               | 威廉·麦金莱      | [ 3 ] |
| 霍勒斯·艾伦       |               | 1897年7月17日 | 1897年9月13日 | 1901年10月1日  |               | 威廉·麦金莱      | [ 3 ] |
| 霍勒斯·艾伦       | 1901年6月17日 | 1901年10月1日 | 1905年6月9日  | 特使           |               | 威廉·麦金莱      |       |
| 埃德溫·弗農·摩根  |               | 1905年3月18日 | 1905年6月26日 | 1905年11月17日 | 西奥多·罗斯福 | [ 5 ]            |       |

## 大韓民國
二戰結束時，美國軍隊在朝鮮南部接受日本投降，蘇聯军队在朝鮮北部接受日本投降。朝鮮統一政府談判失敗，自1948年以來便形成兩個獨立的政治實體：大韓民國（韓國/南韩）和朝鮮民主主義人民共和國（朝鮮/北韩）。美國等西方陣營國家與韓國新政府建立外交關係，但不承認朝鮮。其他共產陣營國家，如蘇聯，承認平壤的朝鮮政府，最初並未與首爾的韓國政府建立關係。
自1948年以來，美國與韓國一直保持持續的外交關係，並於1949年1月1日正式承認大韓民國。美國特別代表約翰·J·穆喬於1949年3月1日任首任美國駐韓大使。
美國駐韓大使館對釜山擁有管轄權

### 列表
| 任次 | 名稱                   | 照片 | 任命           | 遞交國書       | 終止           | 任命者         | 任命者                | 註解   |
| ---- | ---------------------- | ---- | -------------- | -------------- | -------------- | -------------- | --------------------- | ------ |
| 1    | 約翰·J·穆西奧          |      | 1949年4月7日   | 1949年4月20日  | 1952年9月8日   |                | 哈里·S·杜鲁门         | [ 6 ]  |
| 2    | 埃利斯·布里格斯        |      | 1952年8月25日  | 1952年11月25日 | 1955年4月12日  |                | 哈里·S·杜鲁门         |        |
| 3    | 威廉·SB·萊西           |      | 1955年3月24日  | 1955年5月12日  | 1955年10月20日 |                | 德怀特·艾森豪威尔     |        |
| 4    | 沃爾特·塞西爾·道林     |      | 1956年5月29日  | 1956年7月14日  | 1959年10月2日  | [ 7 ]          | 德怀特·艾森豪威尔     |        |
| 5    | 马康卫                 |      | 1959年10月5日  | 1959年12月17日 | 1961年4月12日  | [ 8 ]          | 德怀特·艾森豪威尔     |        |
| —    | 馬歇爾·格林            |      | （代理）       | 1961年4月12日  | 1961年6月27日  | （代理）       | 代辦                  |        |
| 6    | 塞繆爾·伯傑            |      | 1961年6月12日  | 1961年6月27日  | 1964年7月10日  |                | 约翰·肯尼迪           | [ 9 ]  |
| 7    | 溫思羅普·G·布朗        |      | 1964年7月31日  | 1964年8月14日  | 1967年6月10日  |                | 林登·约翰逊           | [ 10 ] |
| 8    | 威廉·J·波特            |      | 1967年6月9日   | 1967年8月23日  | 1971年8月18日  | [ 11 ]         | 林登·约翰逊           |        |
| 9    | 菲利普·哈比卜          |      | 1971年9月30日  | 1971年10月10日 | 1974年8月19日  |                | 理查德·尼克松         | [ 12 ] |
| 10   | 理查德·斯奈德          |      | 1974年8月23日  | 1974年9月18日  | 1978年6月21日  |                | 杰拉尔德·福特         |        |
| 11   | 來天惠                 |      | 1978年6月27日  | 1978年7月24日  | 1981年6月10日  |                | 吉米·卡特             | [ 13 ] |
| 12   | 理查德·L·沃克          |      | 1981年7月18日  | 1981年8月12日  | 1986年10月25日 |                | 罗纳德·里根           |        |
| 13   | 李洁明                 |      | 1986年10月16日 | 1986年11月26日 | 1989年1月3日   |                | 罗纳德·里根           |        |
| 14   | 唐納德·P·格雷格        |      | 1989年9月14日  | 1989年9月27日  | 1993年2月27日  |                | 乔治·赫伯特·沃克·布什 |        |
| —    | 薄瑞光                 |      | （代理）       | 1993年2月27日  | 1993年11月2日  | （代理）       | 代辦                  |        |
| 15   | 詹姆斯·T·萊尼          |      | 1993年10月15日 | 1993年11月2日  | 1996年2月5日   |                | 比尔·克林顿           |        |
| —    | Richard A. Christenson |      | （代理）       | 1996年2月5日   | 1997年12月15日 | （代理）       | 代辦                  |        |
| 16   | 斯蒂芬·博斯沃思        |      | 1997年10月24日 | 1997年12月15日 | 2001年2月10日  | 比尔·克林顿    | [ 14 ]                |        |
| —    | Evans Revere           |      | （代理）       | 2001年2月10日  | 2001年9月12日  | （代理）       | 代辦                  |        |
| 17   | 托馬斯·C·哈伯德        |      | 2001年8月3日   | 2001年9月12日  | 2004年4月17日  |                | 乔治·沃克·布什        | [ 15 ] |
| 18   | 克里斯托弗·罗伯特·希尔 |      | 2004年5月12日  | 2004年9月1日   | 2005年4月12日  | [ 16 ]         | 乔治·沃克·布什        |        |
| —    | 馬克·C·明頓            |      | （代理）       | 2005年4月12日  | 2005年10月17日 | （代理）       | 代辦                  |        |
| 19   | 亚历山大·弗什博        |      | 2005年10月12日 | 2005年10月17日 | 2008年9月18日  | 乔治·沃克·布什 | [ 17 ]                |        |
| 20   | 凱瑟琳·斯蒂芬斯        |      | 2008年8月4日   | 2008年10月6日  | 2011年10月23日 | 乔治·沃克·布什 | [ 1 ]                 |        |
| 21   | 金星容                 |      | 2011年10月13日 | 2011年11月25日 | 2014年10月24日 |                | 贝拉克·奥巴马         | [ 18 ] |
| 22   | 李模楷                 |      | 2014年9月26日  | 2014年11月21日 | 2017年1月20日  | [ 19 ]         | 贝拉克·奥巴马         |        |
| —    | 馬克·納珀              |      | （代理）       | 2017年1月20日  | 2018年7月7日   | （代理）       | 代辦                  |        |
| 23   | 哈里·B·哈里斯          |      | 2018年6月29日  | 2018年7月25日  | 2021年1月20日  |                | 唐納·川普             | [ 20 ] |
| —    | Robert G. Rapson       |      | （代理）       | 2021年1月20日  | 2021年7月15日  | （代理）       | 代辦                  |        |
| —    | Christopher Del Corso  |      | （代理）       | 2021年7月15日  | 2022年7月11日  | （代理）       | 代辦                  |        |
| 24   | 菲利普·戈德堡          |      | 2022年5月5日   | 2022年7月12日  | 2025年1月7日   |                | 乔·拜登               | [ 21 ] |
| —    | 尹汝尚                 |      | （代理）       | 2025年1月20日  |                |                | （代理）              | 代辦   |

## 外部連結
- United States Department of State: Chiefs of Mission for Korea （页面存档备份，存于）
- United States Department of State: South Korea （页面存档备份，存于）
- United States Embassy in Seoul （页面存档备份，存于）